# Эндоплазматический ретикулум

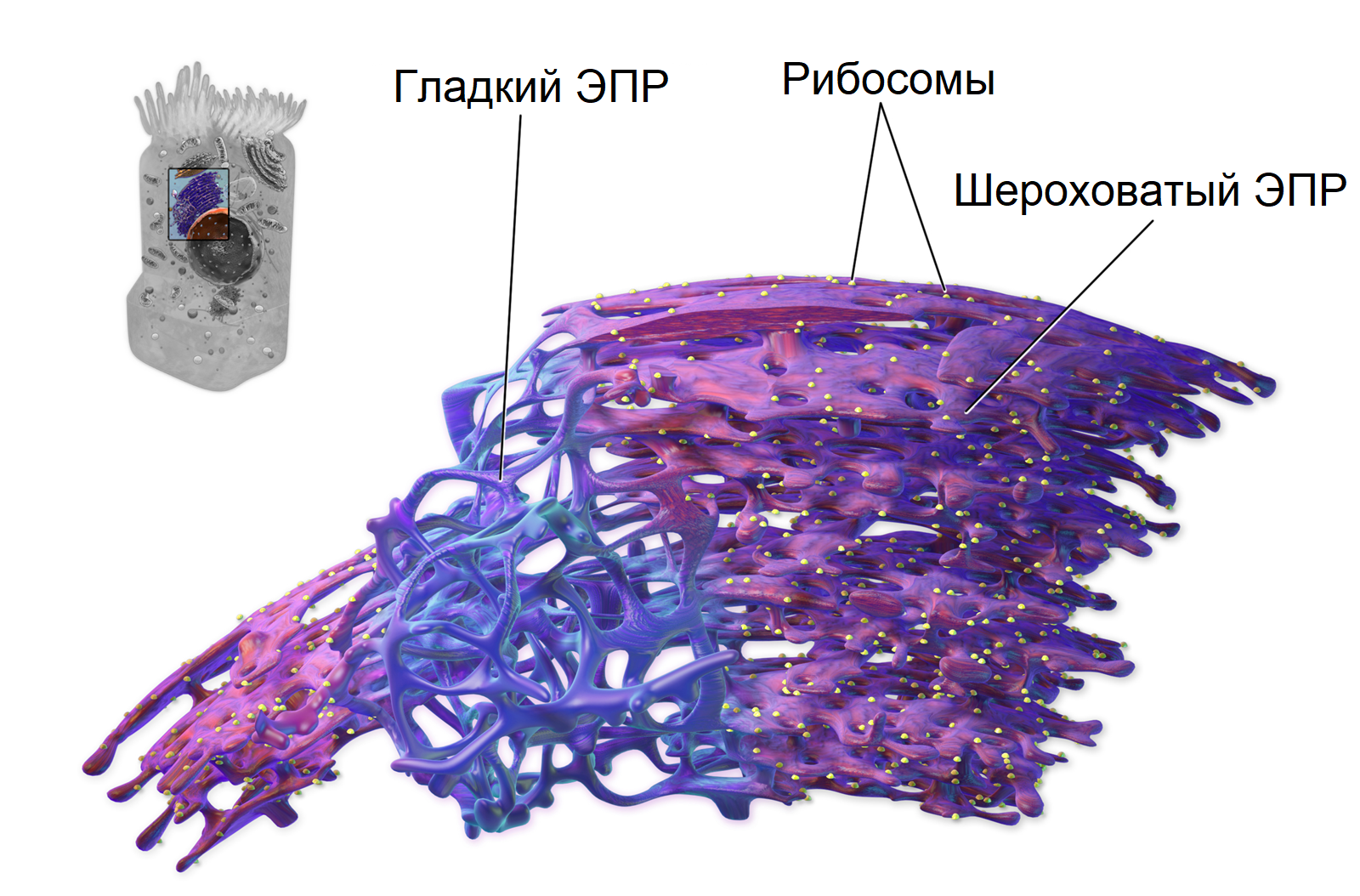
3D-рендер эндоплазматического ретикулума

Схематическое представление клеточного ядра, эндоплазматического ретикулума и аппарата Гольджи.
(1) Ядерная мембрана;
(2) Ядерные поры;
(3) Шероховатый ЭПР;
(4) Гладкий ЭПР;
(5) Рибосомы на поверхности шероховатого ЭПР;
(6) Макромолекулы;
(7) Транспортные везикулы;
(8) Аппарат Гольджи;
(9) Цис-Гольджи;
(10) Транс-Гольджи;
(11) Цистерны Гольджи

Эндоплазмати́ческий рети́кулум (ЭПР) (лат. reticulum — сеточка), или эндоплазматическая сеть (ЭПС), — внутриклеточная органелла эукариотической клетки, представляющая собой разветвлённую систему из окружённых мембраной уплотненных полостей, пузырьков и канальцев.

## История открытия
Первые наблюдения ЭПР были произведены методами световой микроскопии на рубеже XIX и XX веков. Его независимо описали, применяя различные методы окраски, в 1897 году французский гистолог Шарль Гарнье и в 1902 году итальянский анатом Эмилио Вератти. Гарнье выявил базофильный компонент («филаменты») в цитоплазме, который он назвал «эргастоплазмой» (соответствует шероховатому ЭПР). Вератти, использовав методику окраски Камилло Гольджи, обнаружил в мышечном волокне отличные от миофибрилл субклеточные структуры (соответствуют саркоплазматическому ретикулуму). В отличие от открытий Гольджи, тщательно описанные и зарисованные наблюдения Вератти не были приняты научным сообществом.
В 1945 году ЭПР был переоткрыт средствами электронной микроскопии американскими цитологами Китом Портером, Альбером Клодом и Эрнестом Фулламом. В публикации 1953 года Портер ввёл термин «эндоплазматический ретикулум».

## Строение
Эндоплазматический ретикулум состоит из разветвлённой сети трубочек и карманов, окружённых мембраной. Площадь мембран эндоплазматического ретикулума составляет более половины общей площади всех мембран клетки.
Мембрана ЭПР морфологически идентична оболочке клеточного ядра и составляет с ней одно целое. Таким образом, полости эндоплазматического ретикулума открываются в межмембранную полость ядерной оболочки. Мембраны ЭПС обеспечивают активный транспорт ряда элементов против градиента концентрации (от меньшей концентрации к большей). Нити, образующие эндоплазматический ретикулум, имеют в поперечнике 0,05—0,1 мкм (иногда до 0,3 мкм), толщина двухслойных мембран, образующих стенку канальцев, составляет около 50 ангстрем (5 нм, 0,005 мкм). Эти структуры содержат ненасыщенные фосфолипиды, а также некоторое количество холестерина и сфинголипидов. В их состав также входят белки.
Трубочки, диаметр которых колеблется в пределах 0,1—0,3 мкм, заполнены гомогенным содержимым. Их функция — осуществление коммуникации между содержимым пузырьков ЭПС, внешней средой и ядром клетки.
Эндоплазматический ретикулум не является стабильной структурой и подвержен частым изменениям.
Выделяют два вида ЭПР:
- гранулярный (шероховатый) эндоплазматический ретикулум;
- агранулярный (гладкий) эндоплазматический ретикулум.

На поверхности гранулярного эндоплазматического ретикулума находится большое количество рибосом, которые отсутствуют на поверхности агранулярного ЭПР.
Гранулярный и агранулярный эндоплазматический ретикулум выполняют различные функции в клетке.

## Функции эндоплазматического ретикулума

Схема, показывающая цитоплазму, вместе с её компонентами (или органеллами), в типичной животной клетке. Органеллы:
(1) Ядрышко
(2) Ядро
(3) Рибосома (маленькие точки)
(4) Везикула
(5) Шероховатый эндоплазматический ретикулум (ER)
(6) Аппарат Гольджи
(7) Цитоскелет
(8) Гладкий эндоплазматический ретикулум
(9) Митохондрия
(10) Вакуоль
(11) Цитоплазма
(12) Лизосома
(13) Центриоль и Центросома

При участии эндоплазматического ретикулума происходит трансляция и транспорт белков, синтез и транспорт липидов и стероидов. Для ЭПР характерно также накопление продуктов синтеза. Эндоплазматический ретикулум принимает участие в том числе и в создании новой ядерной оболочки (например после митоза). Эндоплазматический ретикулум содержит внутриклеточный запас кальция, который является, в частности, медиатором сокращения мышечной клетки. В клетках мышечных волокон расположена особая форма эндоплазматического ретикулума — саркоплазматическая сеть.

### Функции гладкого эндоплазматического ретикулума
Агранулярный эндоплазматический ретикулум участвует во многих процессах метаболизма. Также агранулярный эндоплазматический ретикулум играет важную роль в углеводном обмене, нейтрализации ядов и запасании кальция. Ферменты агранулярного эндоплазматического ретикулума участвуют в синтезе различных липидов и фосфолипидов, жирных кислот и стероидов. В частности, в связи с этим в клетках надпочечников и печени преобладает агранулярный эндоплазматический ретикулум.

#### Синтез гормонов
К гормонам, которые образуются в агранулярной ЭПС, принадлежат, например, половые гормоны позвоночных животных и стероидные гормоны надпочечников. Клетки яичек и яичников, ответственные за синтез гормонов, содержат большое количество агранулярного эндоплазматического ретикулума.

#### Накопление и преобразование углеводов
Углеводы в организме накапливаются в печени в виде гликогена. Посредством гликогенолиза гликоген в печени трансформируется в глюкозу, что является важнейшим процессом в поддержании уровня глюкозы в крови. Один из ферментов агранулярного ЭПР отщепляет от первого продукта гликогенолиза, глюкоза-6-фосфата, фосфогруппу, позволяя таким образом глюкозе покинуть клетку и повысить уровень сахаров в крови.

#### Нейтрализация ядов
Гладкий эндоплазматический ретикулум клеток печени принимает активное участие в нейтрализации всевозможных ядов. Ферменты гладкого ЭПР присоединяют к молекулам токсичных веществ гидрофильные радикалы, в результате чего повышается растворимость токсичных веществ в крови и моче, и они быстрее выводятся из организма. В случае непрерывного поступления ядов, медикаментов или алкоголя образуется большее количество агранулярного ЭПР, что повышает дозу действующего вещества, необходимую для достижения прежнего эффекта.

#### Роль ЭПС как депо кальция
Концентрация ионов кальция в ЭПС может достигать 10−3 моль, в то время как в цитозоле составляет порядка 10−7 моль (в состоянии покоя). Под действием инозитолтрифосфата и некоторых других стимулов кальций высвобождается из ЭПС путём облегченной диффузии. Возврат кальция в ЭПС обеспечивается активным транспортом. При этом мембрана ЭПС обеспечивает активный перенос ионов кальция против градиентов концентрации больших порядков. И приём, и освобождение ионов кальция в ЭПС находится в тонкой взаимосвязи с физиологическими условиями.
Концентрация ионов кальция в цитозоле влияет на множество внутриклеточных и межклеточных процессов, таких как активация или инактивация ферментов, экспрессия генов, синаптическая пластичность нейронов, сокращения мышечных клеток, освобождение антител из клеток иммунной системы.

#### Саркоплазматический ретикулум
Особую форму агранулярного эндоплазматического ретикулума, саркоплазматический ретикулум, представляет собой ЭПС в мышечных клетках, в которых ионы кальция активно закачиваются из цитоплазмы в полости ЭПР против градиента концентрации в невозбуждённом состоянии клетки и освобождаются в цитоплазму для инициации сокращения.

### Роль во взрослении растительной клетки
Также гладкая ЭПС синтезирует провакуоли, необходимые для жизни растительной клетки.

### Функции гранулярного эндоплазматического ретикулума
Главная функция гранулярного (шероховатого) эндоплазматического ретикулума: синтез белков

#### Синтез белков
Белки, синтезируемые рибосомами в цитозоле, переносятся ко- или посттрансляционно через мембрану ЭПР (см. Транспорт белков в ЭПР) и освобождаются в его полость, где впоследствии правильным образом обрезаются и сворачиваются. Таким образом, линейные последовательности аминокислот получают после транслокации в эндоплазматический ретикулум необходимую трёхмерную структуру, после чего повторно перемещаются в цитозоль.